# Helga
Helga ist ein weiblicher Vorname. Er stammt ab vom schwedischen Wort hailac (gesund) bzw. von helig (heilig).
Nebenformen sind: Helgi, Hilga, Ilga; die russische Variante lautet Olga, die belarussische Wolha, die ukrainische Olha.
Die männlichen Formen des Namens sind Helgo und Helge.

## Verbreitung
Der Name Helga wurde in Deutschland mit Beginn des 20. Jahrhunderts allmählich populärer. Ab Mitte der zwanziger Jahre war Helga unter den zehn beliebtesten Mädchenvornamen. In den Dreißigern war er sogar einige Male auf Platz eins der Häufigkeitsstatistik. Ab Anfang der Vierziger ging seine Beliebtheit zunächst allmählich, ab den Fünfzigern dann stark zurück. Heute werden kaum noch Kinder Helga genannt.

## Namenstag
- 7. Mai
- 8. Juni
- 11. September

## Namensträgerinnen
- Helga Amesberger (* 1960), österreichische Ethnologin, Soziologin und Politikwissenschaftlerin
- Helga Anders (1948–1986), deutsch-österreichische Schauspielerin
- Helga Anschütz (1928–2006), deutsche Orientalistin, Geografin und Dozentin
- Helga Bayertz (* 1942), deutsche Moderatorin
- Helga Brauer (1936–1991), Schlagersängerin in der DDR
- Helga Daub (* 1942), deutsche Politikerin (FDP)
- Helga Deen (1925–1943), von den Nationalsozialisten ermordete Jüdin
- Helga Diercks-Norden (1924–2011), deutsche Journalistin und Politikerin
- Helga Einsele (1910–2005), deutsche Kriminologin, Gefängnisdirektorin und Strafrechtsreformerin
- Helga Feddersen (1930–1990), deutsche Schauspielerin
- Helga Finter (* 1946), deutsche Theaterwissenschaftlerin, Literaturwissenschaftlerin und Hochschullehrerin
- Helga Fischer (* 1949), deutsche Leichtathletin und Olympiasiegerin, siehe Helga Seidler
- Helga Gießelmann (* 1949), deutsche Politikerin (SPD)
- Helga Gitmark (1929–2008), norwegische Politikerin
- Helga Glöckner-Neubert (1938–2017), deutsche Schriftstellerin
- Helga Goetze (Helga Sophia) (1922–2008), deutsche Künstlerin, Schriftstellerin und politische Aktivistin
- Helga Göring (1922–2010), deutsche Schauspielerin
- Helga Grebing (1930–2017), deutsche Historikerin
- Helga Guitton (* 1942), deutsche Moderatorin
- Helga Hahnemann (1937–1991), deutsche Entertainerin, Kabarettistin und Schauspielerin
- Helga Hirsch (* 1948), deutsche Publizistin und Korrespondentin
- Helga Hoffmann (* 1937), deutsche Leichtathletin
- Helga Karlsen (1882–1936), norwegische Politikerin
- Helga Klein (1931–2021), deutsche Leichtathletin
- Helga Köhler (1925–2014), deutsche Springreiterin
- Helga Königsdorf (1938–2014), deutsche Mathematikerin und Schriftstellerin
- Helga Kuhlmann (* 1957), deutsche evangelische Theologin und Hochschullehrerin
- Helga Kühn-Mengel (* 1947), deutsche Diplom-Psychologin
- Helga Labs (* 1940), Vorsitzende der Pionierorganisation in der DDR
- Helga Lopez (1952–2022), deutsche Politikerin (SPD)
- Helga Masthoff (* 1941), deutsche Tennisspielerin
- Helga Mondschein (1933–2020), deutsche Religionspädagogin und Kinderbuchautorin
- Helga Neuner (* 1940), deutsche Schauspielerin
- Helga M. Novak (1935–2013), deutsch-isländische Schriftstellerin
- Helga-Maria Pacher (1922–1971), österreichische Anthropologin
- Helga Pollak (* 1935), deutsche Finanzwissenschaftlerin
- Helga Pollak-Kinsky (1930–2020), österreichische Holocaust-Überlebende
- Helga Rabl-Stadler (* 1948), österreichische  Politikerin, Unternehmerin und Festspiel-Präsidentin
- Helga Reidemeister (1940–2021), deutsche Dokumentarfilmerin
- Helga Roth (* 1943), deutsche Fachärztin für Chirurgie und Kinderchirurgie
- Helga Schmedt (1929–2022), deutsche Politikerin (SPD)
- Helga Schnierle (1924–2015), deutsche Architektin
- Helga Schubert (* 1940), deutsche Psychologin und Schriftstellerin
- Helga Schuchardt (* 1939), deutsche Politikerin (FDP)
- Helga Schütz (* 1937), deutsche Schriftstellerin
- Helga Seibert (1939–1999), Richterin des Bundesverfassungsgerichts
- Helga Seidler (* 1949), deutsche Leichtathletin und Olympiasiegerin
- Helga Steudel (* 1939), deutsche Rennfahrerin
- Helga Testorf (* 1939), Muse des US-amerikanischen Malers Andrew Wyeth
- Helga Thiede (* 1940), deutsche Sängerin
- Helga Timm (1924–2014), deutsche Politikerin (SPD)
- Helga Trösken (1942–2019), deutsche evangelische Pastorin und Theologin
- Helga Trüpel (* 1958), deutsche Politikerin (Bündnis 90/Die Grünen)
- Helga Wex (1924–1986), deutsche Politikerin (CDU)
- Helga Weyhe (1922–2021), deutsche Buchhändlerin
- Helga Zepp-LaRouche (* 1948), deutsche Journalistin und Politikerin

## Sonstige Bedeutungen
Helga bezeichnet
- die Frau des Wikingers Hägar aus dem Comic Hägar der Schreckliche
- einen Hauptcharakter aus der Zeichentrickserie Hey Arnold!
- einen bekannten Scherz auf Musikfestivals, siehe Helga (Ruf)
- den Nachnamen des populären deutschen Rockmusikers Zam Helga
- einen deutschen Aufklärungsfilm aus dem Jahr 1967 bzw. eine Filmtrilogie aus den Jahren 1967 bis 1969; siehe Helga – Vom Werden des menschlichen Lebens
- die weltweit größte Frauenregatta, siehe Helga Cup